# Vall glacial
Un vall glacial, es defineix com aquella vall per la qual hi circula o ha circulat una glacera de dimensions importants que ha deixat una geomorfologia clara de glacialisme.
Una vall glacial és una forma de relleu característica de les regions de muntanyes afectades per una glaciació regional. Les valls glacials es defineixen pel seu perfil transversal, però sobretot pel seu perfil longitudinal. En la seva major part les valls glacials es van fer en el període del Plistocè.

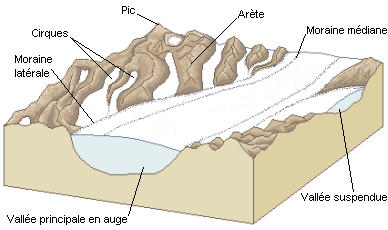
Morfologia d'una vall glacial

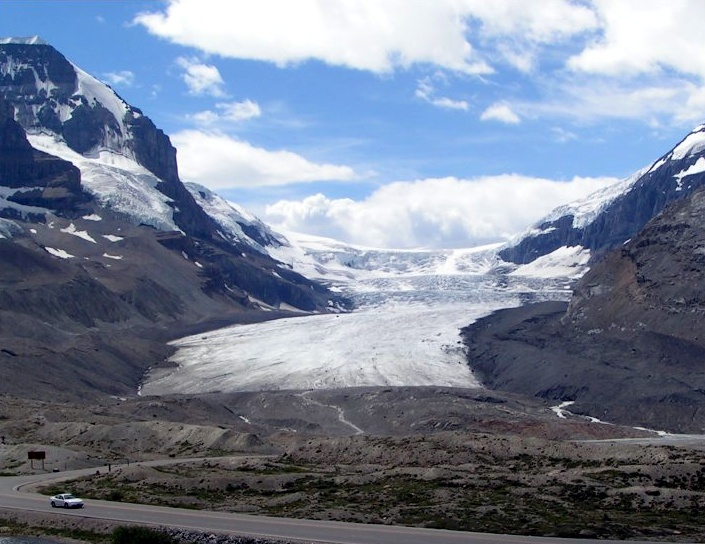
Vall simètrica de la glacera Athabasca al Canadà.

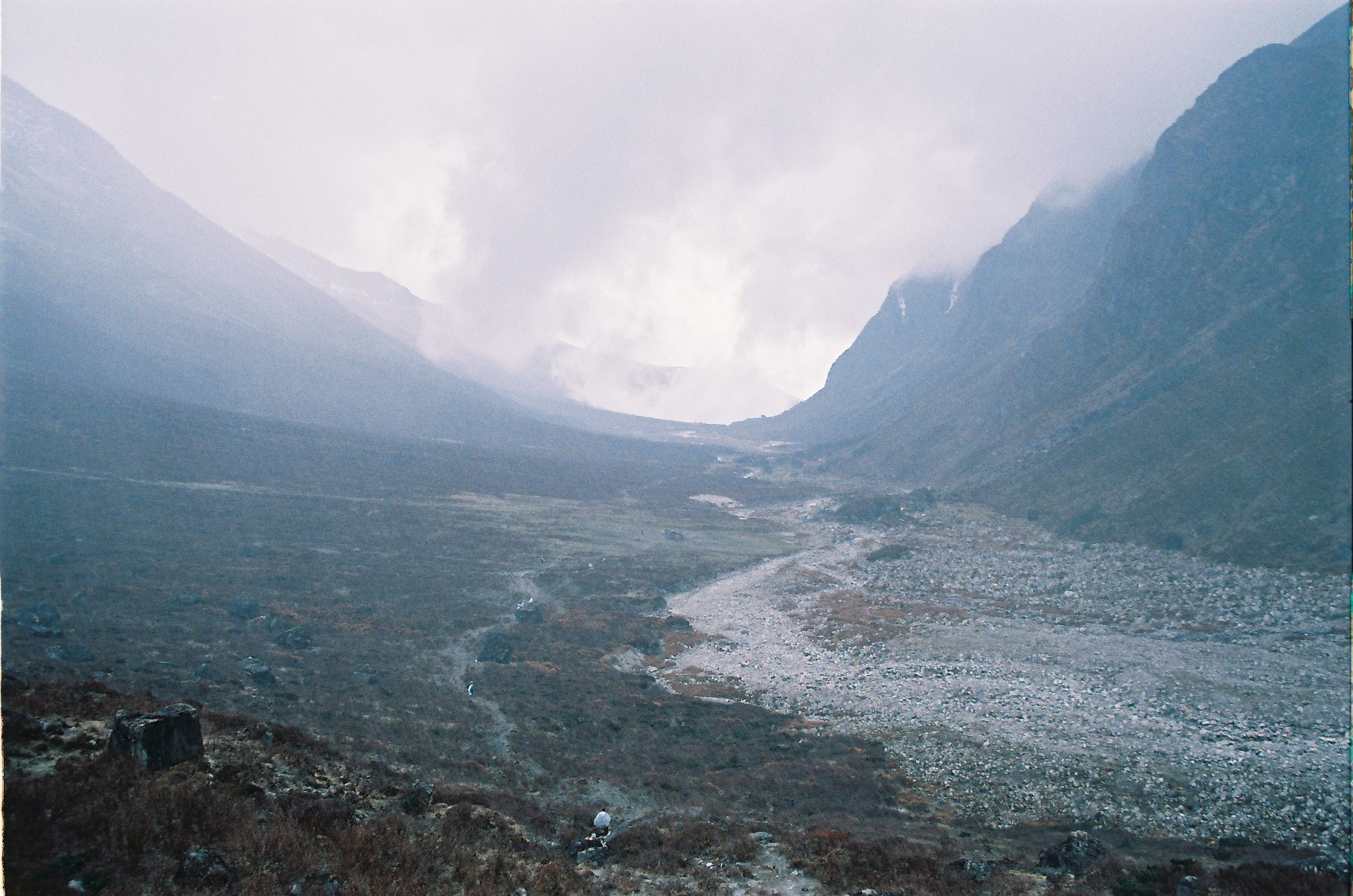
Vall glacial simètrica a l'Himàlaia.

## Característiques
Les valls glaceres es caracteritzen per presentar un perfil transversal en "U" o gaveta, considerat aquest en geomorfologia com el tret principal que permet diferenciar aquests tipus de canals, pels quals es llisca o va lliscar una llengua de gel. Altres característiques de les valls glaceres són les petjades d'abrasió i sobreexcavació provocada per la fricció del gel i l'arrossegament de material, existència de canals d'allaus, fons plans amb alternança de llindars i cubetes, vessants molt verticals llaurades que donen lloc a una ruptura de pendent en musclera i a la formació de valls penjades o suspesos.
Les antigues glaceres van donar origen a la formació de dipòsits de materials que prèviament havien estat erosionats pels gels. Dites materials són molt heterogenis i formen sovint diversos tipus de morrenes (terminals, laterals, de reculada, etc.) en les quals sovint es formen llacs d'origen glacera, com els que es troben a la vora dels Alps europeus (Como, Mayor, Garda, Ginebra, Constança, etc.) o en la Suècia Central i en moltes altres parts. També la sobreexcavació pot produir condicions apropiades per a la formació de llacs d'origen glacera. En el cas de Veneçuela, la Llacuna de Mucubají està represada per la morena terminal de la glacera que baixava en el Plistocè des de l'Erm de Mucuñuque. En canvi, a uns 2 km cap a l'ES, la Llacuna Negra està represada per un llindar o dic natural de roques resistents precedides per altres més febles, les quals van ser eliminades pels gels de la glacera i buidades formant el que ara és un profund llac.

## Vall suspesa
Quan les glaceres secundàries confluïxen en el fons de la vall principal pel qual es desplaça o va desplaçar una glacera més important i de major profunditat, es produïxen les valls penjades. Tal és el cas, en la Serra de Mèrida (Veneçuela) la vall suspesa on es troba la Cascada del Sol: aquesta vall baixa des del Bec Bolívar però a l'arribar a la vall principal, excavat més de 100 metres més baix per la major quantitat de gel, va decapitar a la petita glacera que ara forma la vall suspesa. És un fenomen molt freqüent a Noruega, Alaska i Canadà, en el Sud de Xile i Argentina, a Nova Zelanda i, per descomptat, en les serralades asiàtiques i en els Alps. En el cas dels fiords noruecs, les valls suspeses resulten un atractiu turístic, ja que produïxen esquerdades de gran altura que cauen directament al mar en l'interior d'aquests fiords.